# Eucirroedia pampinella
Eucirroedia pampinella är en fjärilsart som beskrevs av Embrik Strand 1921. Eucirroedia pampinella ingår i släktet Eucirroedia och familjen nattflyn. Inga underarter finns listade i Catalogue of Life.